# Castro de Vila Nova de São Pedro

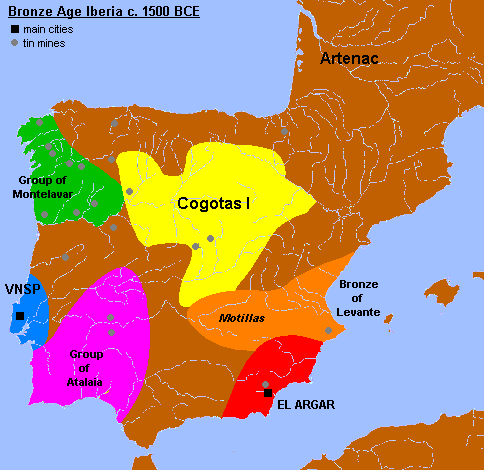
Vila Nova de S. Pedro (em azul) no contexto da Idade do Bronze Ibérica

O Castro de Vila Nova de São Pedro, também designado por Povoado fortificado de Vila Nova de São Pedro, é um povoado fortificado do calcolítico localizado no lugar de Torre de Penalva, na extinta freguesia de Vila Nova de São Pedro, actualmente integrada na União das Freguesias de Manique do Intendente, Vila Nova de São Pedro e Maçussa, no município de Azambuja, distrito de Lisboa.
Está classificado como Monumento Nacional desde 1971.
Localiza-se num planalto de cerca de 100 metros de altitude, com excelente visibilidade, formando uma defesa natural que teria constituído um dos atrativos paras populações que ali se estabeleceram.
Fica próximo de um curso de água, rio Almoster (afluente do rio Maior e este afluente do Tejo), o qual teria sido a principal via de comunicação dos habitantes do povoado.
O povoado é constituído por uma estrutura defensiva central e duas muralhas exteriores, que circundariam a interior. 
Floresceu entre aproximadamente 2600 a.C. e 1300 a.C. Caracteriza-se pela construção de fortificações de pedra e uma série de traços culturais específicos que a diferenciam do seu contorno (lúnulas, taças rituais, lajes com aparente significado astronômico, etc.). Está plenamente imersa no megalitismo europeu. Distinguem-se dois períodos:
- Vila Nova I: anterior a aproximadamente 2200 a.C. Durante toda esta etapa e o começo da seguinte aparece muito vinculada à cultura de Los Millares. O comércio ou intercâmbio com Escandinávia (âmbar) e África setentrional (marfim, casca de ovo de avestruz), já existente desde séculos atrás, prossegue durante esta época.

- Vila Nova II: caracterizada pela presença do fenómeno cultural do Vaso Campaniforme, de caráter provavelmente mercantil. Entre 2100 a.C. e 1900 a.C., converte-se no centro continental deste fenómeno. A partir de 1800 a.C., com a substituição de Los Millares pela nova civilização de El Argar no sudeste espanhol, parece entrar em lenta decadência. Enquanto El Argar e os grupos do sudoeste ibérico incorporam a técnica do bronze, Vila Nova permanece estancada no calcolítico até a sua dissolução na cultura da cerâmica brunida externa, integrada no Bronze Atlântico.